# Липтовска Лужна
Липтовска Лужна (слч. Liptovská Lúžna) насељено је мјесто са административним статусом сеоске општине (слч. obec) у округу Ружомберок, у Жилинском крају, Словачка Република.

## Становништво
| Година:    | 1994. | 2004.   | 2014.   | 2024.   |
| ---------- | ----- | ------- | ------- | ------- |
| Број људи: | 3066  | 2973    | 2851    | 2701    |
| Разлика:   |       | -3,03 % | -4,10 % | -5,26 % |

| Година:    | 2023. | 2024.   |
| ---------- | ----- | ------- |
| Број људи: | 2728  | 2701    |
| Разлика:   |       | -0,98 % |

Према подацима о броју становника из 2011. године насеље је имало 2.898 становника.